# Gertrude Jekyll
Gertrude Jekyll (London, 1843. november 29. – Munstead Wood, 1932. december 8.) brit kertészeti szakértő, kerttervező, művész, író. Több mint 400 kertet hozott létre az Egyesült Királyságban, Európában és az Egyesült Államokban, és több mint 1000 cikket írt olyan magazinok számára, mint Country Life és William Robinson által kiadott The Garden. Jekyll meghatározó személy volt az angol és az amerikai kertészet rajongói számára.

## Életrajz
Londonban született, Edward Joseph Hill Jekyll kapitány ötödik gyermekeként, édesanyja Julia Hammersley. Fiatalabb testvére Walter Jekyll (anglikán pap a Worcester-katedrálisban, később máltai káptalan) Robert Louis Stevenson barátja volt, aki híres regényéhez (dr. Jekyll és Mr Hyde) a család nevét kölcsönözte. 1848-ban családja elhagyta Londont és a Surrey-i Bramley Házba költözött, itt élt nagykorúságáig.
Jekyllt a Busbridge Churc temetőjében helyezték örök nyugalomra testvére, Herbert Jekyll, és felesége, a művész, író Agnes Jekyll mellett. Síremlékét Edwin Lutyens tervezte.